# Praise You
«Praise You» es una canción del músico británico Fatboy Slim. Fue lanzada como el tercer sencillo de su segundo álbum de estudio, You've Come a Long Way, Baby (1998), el 4 de enero de 1999. Alcanzó el número uno en la lista de sencillos del Reino Unido y en Islandia, el número cuatro en Canadá, el número seis en Irlanda y el número 36 en los Estados Unidos. A partir de 1999, había vendido más de 150 000 unidades en los Estados Unidos.

## Samples
En la canción se utilizan un total de seis samples. La canción presenta una muestra vocal destacada de la apertura de «Take Yo' Praise» de Camille Yarbrough, así como una muestra de piano destacada de la canción «Balance and Rehearsal» de un álbum de prueba titulado Sessions lanzado por la compañía de electrónica de audio JBL. La canción también presenta un sample de guitarra de la apertura de «It's a Small World» del álbum Mickey Mouse Disco lanzado por Disneyland Records, el tema de la serie de dibujos animados El gordo Alberto y la pandilla Cosby, el riff de piano eléctrico de «Lucky Man» de Steve Miller Band, y el ritmo de batería de Running Back To Me» de Tom Fogerty.
En una entrevista de 2021 con el sitio web WhoSampled, Yarbrough dijo que le gustó «Praise You» y el uso de su voz, sintiendo que Fatboy Slim mantuvo la esencia de su canción «Take Yo' Praise».

## Video musical
El video que acompaña a «Praise You» fue dirigido por Spike Jonze junto a Roman Coppola. Jonze protagonizó el video musical, bajo el seudónimo de Richard Koufey, junto con un grupo de baile ficticio: The Torrance Community Dance Group. La introducción del video lo describió como «una producción cinematográfica pública de Torrance».
El video fue filmado al estilo guerrilla —es decir, en el lugar sin obtener el permiso de los dueños de la propiedad—; frente a espectadores desconcertados fuera del Teatro Fox Bruin en Westwood, Los Ángeles, California. En el video, un Jonze fuertemente disfrazado y el grupo de baile, actuando como un flashmob, bailan «Praise You», para disgusto de un empleado del teatro que apaga su estéreo portátil. Uno de los actores-bailarines del grupo ficticio de baile, Michael Gier, documentó la realización del video «Praise You» en su sitio web.
El video se hizo solo porque Jonze, incapaz de trabajar con Fatboy Slim en el video de «The Rockafeller Skank», grabó y envió su propio video de baile en solitario de «Skank» como regalo; El video musical alternativo de Jonze fue tan bien recibido por Cook que el ficticio Torrance Community Dance Group de Jonze recibió luz verde para el video oficial de «Praise You». Cook ha dicho que le gustó más este video musical que el de The Rockafeller Skank, que odiaba.
El propio Cook se ve brevemente en el video como uno de los muchos espectadores, y la vista más clara se muestra al final del video, mientras que Jonze afirma que sus «movimientos de b-boy» provienen de vivir en Nueva York. Cook mira con curiosidad a Jonze para echar un vistazo a la cámara antes de caminar hacia la derecha.
Según los informes, el video costó solo US$800 para producir.
El videoclip ganó tres premios importantes en los MTV Video Music Awards de 1999: video innovador, mejor dirección (otorgado a «Torrance Community Dance Group») y mejor coreografía (otorgado a «Richard Koufey & Michael Rooney»). También fue nominado, pero no ganó, Mejor video de baile. El grupo también realizó un espectáculo de baile con la canción en la ceremonia. En 2001, fue votado como el número uno de los 100 mejores videos de todos los tiempos, en una encuesta con motivo del 20 aniversario de MTV.

### Premios y nominaciones
| Año  | Nominación              | Categoría             | Resultado |
| ---- | ----------------------- | --------------------- | --------- |
| 1999 | MTV Video Music Awards  | Mejor video de baile  | Nominado  |
| 1999 | MTV Video Music Awards  | Video innovador       | Ganador   |
| 1999 | MTV Video Music Awards  | Mejor dirección       | Ganador   |
| 1999 | MTV Video Music Awards  | Mejor coreografía     | Ganador   |
| 1999 | MTV Europe Music Awards | Mejor video           | Nominado  |
| 2000 | Premios Grammy          | Mejor grabación dance | Nominado  |

## Lista de canciones
| Sencillo CD (Reino Unido y Australia) 1. «Praise You» (radio edit) 2. «Praise You» 3. «Sho Nuff» 4. «The Rockafeller Skank» (Mulder's Urban Takeover Remix) Sencillo 12" (Estados Unidos) A. «Praise You» AA. «Sho Nuff» Sencillo casete (Estados Unidos) 1. «Praise You» (radio edit) 2. «The Rockafeller Skank» (Mulder's Urban Takeover Remix) | Sencillo CD (Europa) 1. «Praise You» (radio edit) 2. «Praise You» (full version) Sencillo: CD, 12" y casete (Estados Unidos) 1. «Praise You» 2. «Sho Nuff» 3. «The Rockafeller Skank» (Mulder's Urban Takeover Remix) Sencillo CD (Japón) 1. «Praise You» (full version) 2. «Sho Nuff» 3. «The Rockafeller Skank» (Mulder's Urban Takeover Remix) 4. «Praise You» (radio edit) 5. «How Can You Hear Us?» |

## Posicionamiento en listas
| Lista (1999)                                | Mejor posición |
| ------------------------------------------- | -------------- |
| Australia (ARIA)                            | 28             |
| Austria (Ö3 Austria Top 40)                 | 31             |
| Bélgica (Flandes) (Ultratip Bubbling Under) | 2              |
| Unión Europea (Eurochart Hot 100)           | 8              |
| Alemania (Offizielle Deutsche Charts)       | 55             |
| Hungría (Mahasz)                            | 10             |
| Islandia (Íslenski Listinn Topp 40)         | 1              |
| Irlanda (IRMA)                              | 6              |
| Países Bajos (Dutch Top 40)                 | 32             |
| Países Bajos (Mega Single Top 100)          | 46             |
| Nueva Zelanda (Recorded Music NZ)           | 11             |
| Escocia (Scottish Singles Sales Chart)      | 1              |
| Suecia (Sverigetopplistan)                  | 32             |
| Suiza (Schweizer Hitparade)                 | 44             |
| Reino Unido (UK Singles Chart)              | 1              |
| Reino Unido (UK Dance Chart)                | 1              |
| Reino Unido (UK Indie Chart)                | 1              |
| Estados Unidos (Billboard Hot 100)          | 36             |
| Estados Unidos (Adult Top 40)               | 19             |
| Estados Unidos (Alternative Airplay)        | 2              |
| Estados Unidos (Mainstream Top 40)          | 22             |

| Lista (2018-2019)                     | Mejor posición |
| ------------------------------------- | -------------- |
| Estados Unidos (Hot Dance Club Songs) | 1              |

| Lista (1999)                     | Posición |
| -------------------------------- | -------- |
| Canada Top Singles (RPM)         | 30       |
| UK Singles (OCC)                 | 69       |
| UK Airplay (Music Week)          | 22       |
| US Alternative Songs (Billboard) | 10       |

| Lista (2019)                    | Posición |
| ------------------------------- | -------- |
| US Dance Club Songs (Billboard) | 30       |

## Certificaciones
| País        | Certificación | Ventas  |
| ----------- | ------------- | ------- |
| Italia      | Oro           | 35 000  |
| Reino Unido | Platino       | 600 000 |

## Historial de lanzamientos
| País           | Fecha                 | Formato(s)             | Discográfica | Ref.   |
| -------------- | --------------------- | ---------------------- | ------------ | ------ |
| Reino Unido    | 4 de enero de 1999    | Vinilo, CD, casete     | Skint        | [ 50 ] |
| Estados Unidos | 23 de febrero de 1999 | Vinilo, CD, casete     | Astralwerks  | [ 51 ] |
| Estados Unidos | 9 de marzo de 1999    | Contemporary hit radio | Astralwerks  | [ 52 ] |

## Otras versiones
- En 2017, Hannah Grace y London Contemporary Voices Choir grabaron una versión, arreglada y producida por Jennifer Ann Keller, para una campaña publicitaria de Lloyds Bank.[53][54][55][56] La versión de Grace de «Praise You» se ha utilizado en numerosos programas de televisión, incluido The X Factor, y ha vendido más de 60 000 copias en el Reino Unido. La versión de Grace incluye un estribillo adicional que incluye la letra de la canción original de Camille Yarborough.[57][58]
- En 2018, se lanzó un remix de Purple Disco Machine,[59] que llegó al número uno en la lista Dance Club Songs de Billboard.

## En la cultura popular
- En la película Cruel Intentions de 1999, la canción suena en la escena en la que Sebastian y Annette regresan de hacer obras de caridad en el hogar de ancianos.
- En el décimo séptimo episodio de la segunda temporada de Sex and the City, la canción fue usada durante una fiesta en la playa en The Hamptons a la que asisten las protagonistas.
- El final de la temporada 3 de la sitcom de NBC Suddenly Susan usa la canción durante un montaje que rinde homenaje al miembro del elenco David Strickland, quien se suicidó a principios de temporada.
- En noviembre de 2017, un anuncio de televisión estadounidense de Forevermark Diamonds presentó una versión de Hannah Grace, cantada por Jon Kenzie.[60]
- El servicio de entrega de comidas Grubhub usó una versión instrumental de la canción en un comercial de televisión animado de 2020.[61]
- En 2020, un comercial de televisión de Advil presenta la versión de Grace.[62]
- En el episodio 20 de la tercera temporada de Buffy the Vampire Slayer en el minuto 29:50, la canción suena durante el baile de graduación de Sunnydale High School.
- En el final de la temporada 3 de Derry Girls, Halloween (que gira en torno a un concierto de Fatboy Slim), la canción suena al final, con una interpretación dirigida por voces femeninas después de que el padre de Claire muere en el hospital y la procesión fúnebre posterior.